# Calobad
Het Calobad is een zwembad dat zich bevindt op de campus van de Christelijke Hogeschool Windesheim in de Nederlandse stad Zwolle.
Het zwembad is een instructiebad, dat gelieerd is aan de sportopleidingen van de School of Human Movement & Sports (beter bekend als de Calo), de sportfaculteit van de hogeschool. Er wordt zwemles aangeboden voor kinderen vanaf 4 jaar. Het Calobad is niet toegankelijk voor recreatiezwemmen, maar kan door groepen worden gehuurd. Het telt vier banen van 20 meter lengte.
Hedendaagse zwembaden:
Calobad ·
Openluchtbad ·
Zwembad De Vrolijkheid

Voormalige zwembaden:
Aa-Bad ·
Hanzebad ·
Kristalbad ·
Stilobad